# Forcalquier
Forcalquier (okzitanisch Forcauquier) ist eine französische Gemeinde mit 5142 Einwohnern (Stand 1. Januar 2022) im Département Alpes-de-Haute-Provence in der Region Provence-Alpes-Côte d’Azur. Sie ist die Unterpräfektur des Arrondissements Forcalquier und Hauptort (frz.: bureau centralisateur) des Kantons Forcalquier. Bürgermeister ist seit 2017 Gérard Avril. Dessen Vorgänger Christophe Castaner war seit 2001 in dieser Position und wurde 2018 französischer Innenminister.

## Geographie
Forcalquier liegt zwischen der Montagne de Lure und dem Luberon.
Das Gemeindegebiet ist Teil des Regionalen Naturparks Luberon.

## Geschichte
Im Mittelalter war Forcalquier die Hauptstadt der Grafschaft Forcalquier.

### Internierungslager Forcalquier
Vom 9. November 1939 bis in den Mai 1940 befand sich in Forcalquier ein während des Drôle de guerre eingerichtetes Internierungslager für feindliche Ausländer, überwiegend Deutsche und Österreicher. Das Lager befand sich im stillgelegten Gefängnis La Simonette, in dem 72 Männer untergebracht waren. Ein bekannter Lagerinsasse sei Hans Bellmer gewesen.
Bei AJPN findet sich auch der Hinweis, dass 70 Personen aus dem Lager Forcalquier zu einer Fremdarbeiter-Einheit, einer Einheit der Groupement de Travailleurs Étrangers (GTE), im Internierungslager Les Mées abkommandiert worden sei. Ob es sich dabei um die Männer aus der zuvor erwähnten ersten Internierungsgruppe in Forcalquier gehandelt hat, ist nicht bekannt.

## Bevölkerungsentwicklung
| Jahr                       | 1962 | 1968 | 1975 | 1982 | 1990 | 1999 | 2009 | 2016 |
| Einwohner                  | 2518 | 2979 | 3312 | 3782 | 3993 | 4302 | 4640 | 4966 |
| Quellen: Cassini und INSEE |      |      |      |      |      |      |      |      |

## Sehenswürdigkeiten
- Zitadelle Notre Dame de Provence (1875) und ihr manuelles Glockenspiel
- Kathedrale Notre-Dame du Bourguet
- Kirche St-Jean
- Franziskanerkonvent Les Cordeliers (13. Jahrhundert)
- Kloster Les Visitandines (17. Jahrhundert)
- städtisches Museum

Siehe auch: Liste der Monuments historiques in Forcalquier
Der öffentliche Raum von Forcalquier ist seit 2009 werbefrei.

## Städtepartnerschaften
Forcalquier unterhält Partnerschaften mit der norditalienischen Stadt Guastalla und der spanischen Stadt Alcalà de Xivert.

## Persönlichkeiten
- Honorat de Porchères Laugier (1572–1653), Dichter und Mitglied der Académie française
- Édouard Thomas Burgues de Missiessy (1756–1837), Admiral
- Raoul Dufy (1877–1953), Maler
- Pierre Magnan (1922–2012), Schriftsteller
- Olivier Baussan (* 1952), Gründer des Kosmetikkonzerns L’Occitane en Provence, wohnt in Forcalquier
- Christophe Castaner (* 1966), Politiker (LREM), 2001–2017 Bürgermeister von Forcalquier und seit 2018 Innenminister Frankreichs
- David Ballon (* 1969), Comiczeichner
- Olivier Bauza (* 1970), Comicautor